# Antrakologia

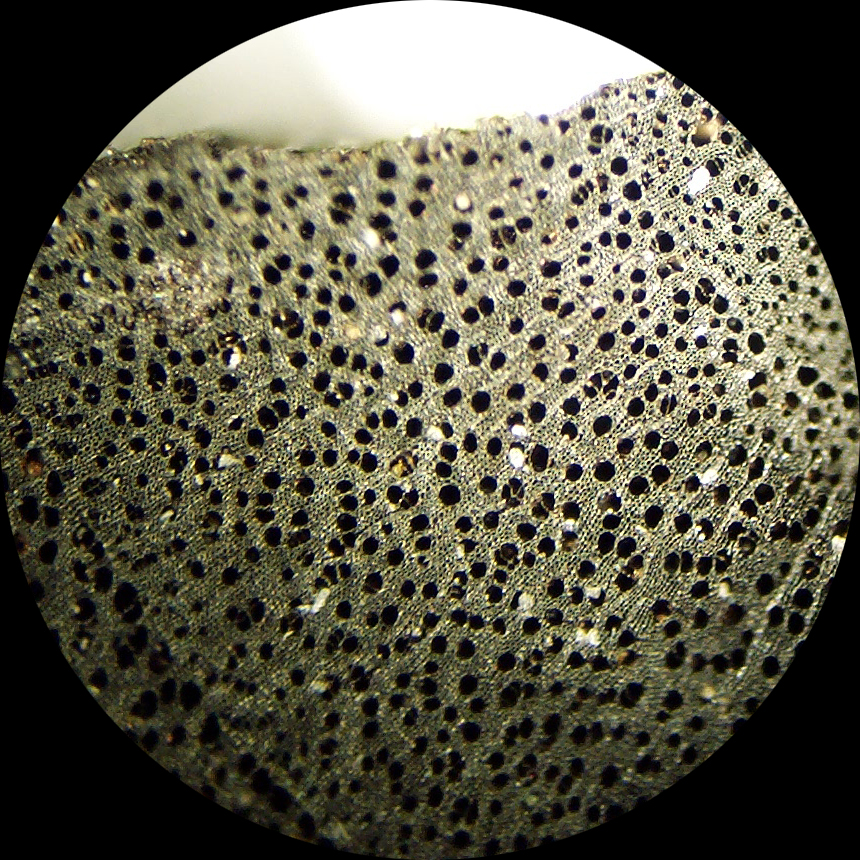
Fotografia mikroskopowa węgla drzewnego do badań antrakologicznych

Antrakologia – to dyscyplina archeobotaniki, zajmuje się analizą roślin drzewiastych i sposobów ich użytkowania przez człowieka, na podstawie szczątków roślinnych ze stanowisk archeologicznych.
Analizie poddawane są elementy drewna np. węgiel drzewny. Wydzieliła się wskutek badań węgli drzewnych z wykopalisk archeologicznych w XIX w. Rozwój nastąpił w latach 30.–40. XX w. wskutek opracowania nowych technik obserwacji mikroskopowych A.C. Westerna.